# Thecacoris
Thecacoris es un género de plantas con flores perteneciente a la familia Phyllanthaceae. Consiste en 28 especies.

## Especies seleccionadas
- Thecacoris leptobotrya
- Thecacoris spathulifolia
- Thecacoris stenopetala
- etc.

## Sinónimos
- Baccaureopsis Pax
- Cyathogyne Müll.Arg.
- Henribaillonia Kuntze